# Kopf der Figur einer ägyptischen Prinzessin (Berlin 21223)
Der Kopf der Figur einer ägyptischen Prinzessin im Ägyptischen Museum Berlin mit der Inventarnummer 21223 ist eine altägyptische Büste aus der Amarna-Zeit. Dargestellt ist eine namentlich nicht bekannte Prinzessin.

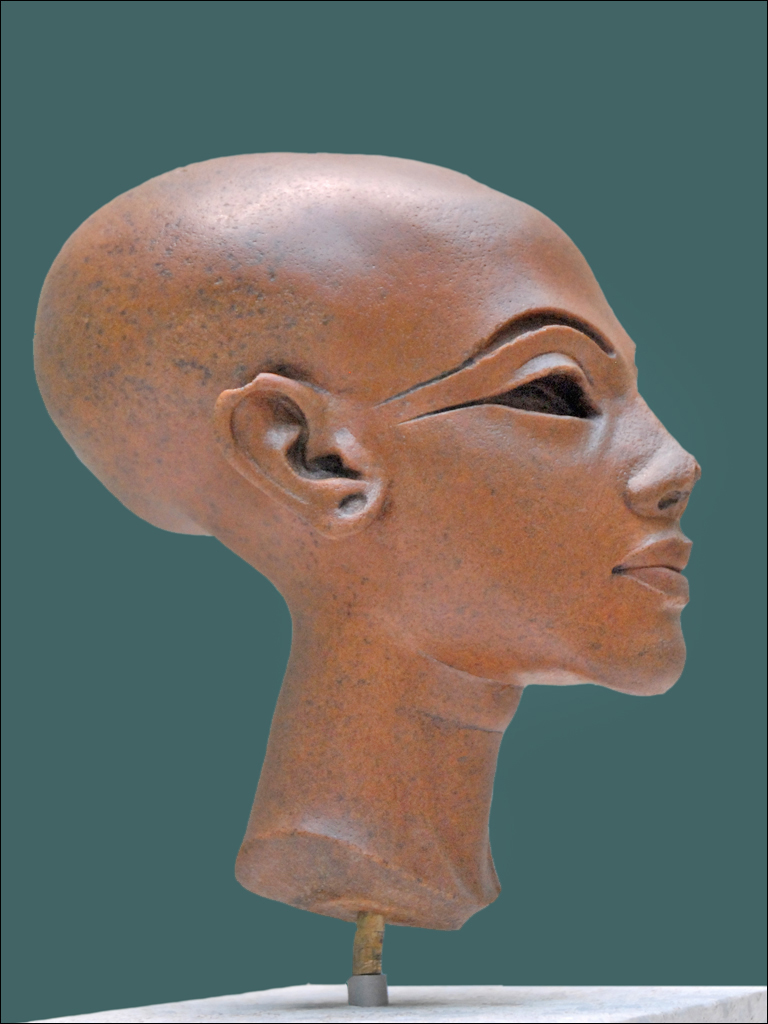
Kopf im Profil

Die Büste der Prinzessin aus der frühen Phase der Amarna-Zeit wurde 1920 im Rahmen einer Ausgrabung der Deutschen Orient-Gesellschaft im Haus P 47,1, der Bildhauerwerkstatt des Thutmosis, in Tell el Amarna gefunden und von James Simon für das Ägyptische Museum in Berlin erworben. Sie wird in die Zeit um das Jahr 1350 v. Chr. datiert. Der Kopf ist 21 cm hoch und aus silifiziertem Sandstein gefertigt. Auffällig am Porträt ist der frühreife Ausdruck den der Künstler dem Bildnis verleiht, ohne die kindlichen Züge des Porträts außer Acht zu lassen. Meisterhaft sind auch einige anatomisch genau dargestellte Einzelheiten wie die Hals- und Nackenwirbel und die Knochenstruktur des Hinterkopfes.
Das Porträt gehört zu einer neuen Darstellungsform, in der die Töchter des Herrscherpaares in Anlehnung an Porträts des Pharaos Echnaton unabhängig von ihrem tatsächlichen Lebensalter gezeigt werden. Markenzeichen dieser Darstellungen, die die Porträtkunst der nächsten Zeit prägen sollte, sind das in die Länge gezogene Gesicht mit einem übergroßen Kinn, ein langer, durchgebogener Hals und ein ausladender Schädel. Somit wurde ein Idealbildnis geschaffen. Es ist anzunehmen, dass dies die Darstellung einer der Töchter des Echnaton und der Nofretete ist. Zusammen hatte das Königspaar sechs Töchter. Um welche es sich hier handelt, ist jedoch wegen fehlender Inschriften nicht feststellbar. Der Kopf gehörte zu einer sogenannten Kompositstatue. Auf dieser sollte der Kopf mithilfe eines Befestigungszapfens befestigt werden, von dem noch Reste erhalten sind. Der Kopf ist fertiggestellt, einzig die Einlagen für die Augen und die Augenbrauen fehlen.